# زيلبور سواري
زيلبور سواري (الاسم العلمي:Xyleborus armillatus) هو نوع من الحشرات يتبع جنس الزيلبور من فصيلة السوسية الحقيقية.